# Barbacenia andersonii
Espèce
Classification APG III (2009)
Synonymes
- Pleurostima andersonii (L.B.Sm. & Ayensu) N.L.Menezes

Barbacenia andersonii est une espèce de plantes de la famille des Velloziaceae, endémique du Brésil.

## Synonymes
- Pleurostima andersonii (L.B.Sm. & Ayensu) N.L.Menezes[1].

## Distribution
L'espèce est endémique de l'État de Goiás au centre du Brésil.

## Description
L'espèce est chamaephyte.